# Пермеабилност (електромагнетизам)
Магнетна пермеабилност је електромагнетна особина материјала која показује интензитет магнетизације тела када су она изложена спољном магнетном пољу. Ова величина одређује пропусност неког материјала за магнетно поље. Што је пермеабилност већа, то лакше је успоставити магнетно поље у том материјалу. Магнетна пермеабилност се означава грчким словом ми (μ). Термин магнетна пермеабилност измислио је Оливер Хевисајд септембра 1885. У јединицама SI система, пермеабилност се изражава у Хенријима по метру (H/m), или у Њутнима по Амперу на квадрат (N/A²) или Волт*секунда на Ампер*метар (Vs/Am). Константа {\displaystyle \mu _{0}} је позната као универзална магнетна константа или магнетна пермеабилност вакуума. Њена вредност је {\displaystyle \mu _{0}} = 4π×10−7 N/A².
Пермеабилност вакуума или универзална магнетска константа (знак {\displaystyle \mu _{0}}) је природна константа магнетске пермеабилности за вакуум, која износи: {\displaystyle \mu _{0}}= 4π · 10–7 H/m или {\displaystyle \mu _{0}} = 12.566370614 · 10–7 N/A². Једнака је реципрочној вредности умношка диелектричне пермитивности вакуума ε0 и квадрата  брзине светлости  у вакууму: μ0 = 1/(ε0c2).
Пермитивност вакуума или диелектрична константа вакуума (знак ε0) је природна константа која је једнака реципрочној вредности умношка магнетске пермеабилности вакуума μ0 и квадрата брзине светлости  у вакууму: ε0 = 1/(μ0c2) = 8.854187817 · 10–12 F/m.

## Објашњење
У електромагнетизму, помоћно магнетно поље H представља како магнетно поље B утиче на организацију магнетних дипола у датом медијуму, укључујући миграцију дипола и преусмеравање магнетног дипола. Његов однос према пермеабилности је
{\displaystyle \mathbf {B} =\mu \mathbf {H} }
где је пермеабилност, μ, скалар ако је медијум изотропан, или тензор другог ранка за анизотропни медијум.
Генерално, пермеабилност није константа, јер може да варира у зависности од положаја у медијуму, учесталости примењеног магнетног поља, влажности, температуре и других параметара. У нелинеарном медијуму пермеабилност може да зависи од јачине магнетног поља. Пермеабилност у функцији фреквенције може попримити реалне или комплексне вредности. У феромагнетним материјалима, однос између B и H показује нелинеарност и хистерезу: B није једновредносна функција од H, већ зависи и од историје материјала. За ове материјале је понекад корисно размотрити инкременталну пермеабилност дефинисану као
{\displaystyle \Delta \mathbf {B} =\mu _{\Delta }\Delta \mathbf {H} .}
Ова дефиниција је корисна у локалној линеаризацији нелинеарног понашања материјала, на пример у Њутн-Рафсоновој итеративној шеми решења која израчунава променљиву засићеност магнетног кола.
Пермеабилност је индуктанца по јединици дужине. У СИ јединицама, пермеабилност се мери у хенријама по метру. Помоћно магнетно поље H има димензије струје по јединици дужине и мери се у јединицама ампера по метру (A/m). Производ μH тако има димензије индуктансе помножене струјом по јединици површине (H⋅A/m²). Али индуктанца је магнетни флукс по јединици струје, тако да производ има димензије магнетног флукса по јединици површине, односно густине магнетног флукса. Ово је магнетно поље B, које се мери у веберима (волт-секундама) по квадратном метру (V⋅s/m²), или теслама (T).
 је повезано са Лоренцовом силом на покретни набој q:
{\displaystyle \mathbf {F} =q(\mathbf {E} +\mathbf {v} \times \mathbf {B} ).}
Наелектрисање q је дато у кулонима (C), брзина v у метрима у секунди (m/s), тако да је сила F у њутнима (N):
{\displaystyle [q\mathbf {v} \times \mathbf {B} ]=\mathrm {C\cdot {\dfrac {m}{s}}\cdot {\dfrac {V\cdot s}{m^{2}}}} =\mathrm {\dfrac {C\cdot (J/C)}{m}} =\mathrm {{\dfrac {J}{m}}=N} }
 је повезано са магнетном диполном густином. Магнетни дипол је затворена циркулација електричне струје. Диполни момент има димензије струје помножене површином, јединицу ампер квадратни метар (A⋅m²) и магнитуду једнаку струји око петље помножену са површином петље. H поље на удаљености од дипола има магнитуду пропорционалну диполном моменту подељеном са растојањем на куб, које има димензије струје по јединици дужине.

## Релативна магнетна пермеабилност
Феромагнетни материјали обично имају пермеабилност стотине пута веће од пермеабилности вакуума, дајући сазнање да се магнетски ток може лако успоставити у тим материјалима. Феромагнетски материјали су гвожђе, челик, никл, кобалт, и њихове легуре.
Релативна магнетна пермеабилност, која се означава симболом μ, је количник пермеабилности неке супстанце и пермеабилности вакуума ({\displaystyle \mu _{0}=4\pi \times 10^{-7}}): {\displaystyle \mu _{r}={\frac {\mu }{\mu _{0}}}}. Магнетна сусцептибилност се може исказати помоћу релативне магнетне пермеабилности: {\displaystyle \chi _{m}=\mu _{r}-1\,}
Релативна магнетска пермеабилност дијамагнетичних материја нешто је мања од 1, на пример релативна је магнетска пермеабилност воде 0,999991, сребра 0,9999975, бакра 0,999994. Релативна магнетска пермеабилност парамагнетичних материја нешто је већа од 1, на пример платине 1,000265, алуминијума 1,0000082, ваздуха 1,00000037, а релативна магнетска пермеабилност феромагнетичних материја значајно је већа од 1, на пример релативна је магнетска пермеабилност чистог жељеза 5 000, а метала (легура од 77% никла, 16% жељеза, 5% бакра, 2% хрома или молибдена) 50 000 до 80 000.

## Дијамагнетизам
Дијамагнетизам је својство објекта које узрокује стварање магнетног поља у супротности са споља примењеним магнетним пољем, што узрокује одбојни ефекат. Конкретно, спољашње магнетно поље мења орбиталну брзину електрона око њихових језгара, мењајући тако магнетни диполни моменат у смеру који се супротставља спољашњем пољу. Дијамагнети су материјали са магнетном пермеабилношћу мањом од μ0 (релативна пермеабилност мања од 1).
Сходно томе, дијамагнетизам је облик магнетизма који супстанца показује само у присуству спољашњег магнетног поља. Генерално је то прилично слаб ефекат у већини материјала, иако суперпроводници показују снажан ефекат.

## Парамагнетизам
Парамагнетизам је форма магнетизма који се јавља само у присуству споља примењеног магнетног поља. Парамагнетнe материјалe привлаче магнетна поља, стога имају релативну магнетну пермеабилност већу од јединице (или, што је исто, позитивну магнетну подложност).
Магнетни моменат индукован примењеним пољем је линеаран по јачини поља и прилично слаб. За откривање ефекта обично је потребна осетљива аналитичка вага. За разлику од феромагнета, парамагнети не задржавају никакву магнетизацију у одсуству спољашњег магнетног поља, јер термичко кретање доводи до тога да се спинови рандомно оријентишу без њега. Тако ће укупна магнетизација пасти на нулу када се уклоњено примењено поље. Чак и у присуству поља, постоји само мала индукована магнетизација, јер ће само мали део спинова бити оријентисан према пољу. Ова фракција је пропорционална јачини поља и то објашњава линеарну зависност. Привлачност коју доживљавају феромагнети је нелинеарна и много јача, тако да се лако примећује, на пример, у магнетима на фрижидеру.

## Жиромагнетизам
За жиромагнетске медије (погледајте  Фарадејеву ротацију) респонс магнетне пермеабилности на наизменично електромагнетно поље у микроталасном фреквенцијском домену третира се као недијагонални тензор изражен као:
{\displaystyle {\begin{aligned}\mathbf {B} (\omega )&={\begin{vmatrix}\mu _{1}&-i\mu _{2}&0\\i\mu _{2}&\mu _{1}&0\\0&0&\mu _{z}\end{vmatrix}}\mathbf {H} (\omega )\end{aligned}}}

## Вредности за неке уобичајене материјале
Следећу табелу треба користити са опрезом, јер пермеабилност феромагнетних материјала увелико варира у зависности од јачине поља. На пример, 4% Si челика има почетну релативну пермеабилност (на или близу 0 T) од 2.000 и максимално 35.000 и, заиста, релативну пермеабилност било ког материјала при довољно високим трендовима јачине поља према 1 (при магнетна засићеност).
| Медијум                                               | Сусцептибилност, запреминска, СИ, | Пермеабилност,        | Релативна пермеабилност, макс., | Магнетно поље | Фреквенција, макс. |
| ----------------------------------------------------- | --------------------------------- | --------------------- | ------------------------------- | ------------- | ------------------ |
| Метглас 2714A (жарено)                                |                                   | 1,26×100              | 1000                            | На 0,5        | 100                |
| Гвожђе (99,95% чисто жарено у )                       |                                   | 2,5×10−1              | 200000                          |               |                    |
| Пермалој                                              | 8000                              | 1,25×10−1             | 100000                          | На 0,002      |                    |
| Наноперм                                              | 1,0×10−1                          | 80000                 | На 0,5                          | 10            |                    |
| Мју-Метал                                             |                                   | 6,3×10−2              | 50000                           |               |                    |
| Мју-Метал                                             |                                   | 2,5×10−2              | 20000                           | На 0,002      |                    |
| Кобарлт-гвожђе (високопермеабилни тракасти материјал) |                                   | 2,3×10−2              | 18000                           |               |                    |
| Гвожђе (99,8% чисто)                                  |                                   | 6,3×10−3              | 5000                            |               |                    |
| Електротехнички челик                                 |                                   | 5,0×10−3              | 4000                            | На 0,002      |                    |
| Феритни нерђајући челик (жарен)                       |                                   | 1,26×10−3 – 2,26×10−3 | 1000 – 1800                     |               |                    |
| Мартензитни нерђајући челик (жарен)                   |                                   | 9,42×10−4 – 1,19×10−3 | 750 – 950                       |               |                    |
| Ферит (манган цинк )                                  |                                   | 4,4×10−4 – 2,51×10−2  | 350 – 20 000                    | На 0,25       | Апрокс. 100 – 4    |
| Ферит (никал цинк)                                    |                                   | 1,26×10−5 – 2,89×10−3 | 10 – 2300                       | На ≤ 0,25     | Апрокс. 1 – 400    |
| Ферит (магнезијум манган цинк)                        |                                   | 4,4×10−4 – 6,28×10−4  | 350 - 500                       | At 0.25 mT    |                    |
| Ферит (кобалт никал цинк)                             |                                   | 5,03×10−5 – 1,57×10−4 | 40 – 125                        | На 0,001      | Апрокс. 2 – 150    |
| прах (молипермалој прах, МПП)                         |                                   | 1,76×10−5 – 6,91×10−4 | 14 – 550                        |               | Апрокс. 50 – 3     |
| Никал гвожђе прах                                     |                                   | 1,76×10−5 – 2,01×10−4 | 14 – 160                        | На 0,001      | Апрокс. 50 – 2     |
| прах (пешчана прашина)                                |                                   | 1,76×10−5 – 2,01×10−4 | 14 – 160                        |               | Апрокс. 50 – 5     |
| Прах гвожђа                                           |                                   | 1,76×10−5 – 1,26×10−4 | 14 – 100                        | На 0,001      | Апрокс. 50 – 220   |
| Прах силицијум гвожђа                                 |                                   | 2,39×10−5 – 1,13×10−4 | 19 – 90                         |               | Апрокс. 50 – 40    |
| Прах угљеничног гвожђа                                |                                   | 5,03×10−6 – 4,4×10−5  | 4 – 35                          | На 0,001      | Апрокс. 20 – 500   |
| Угљенични челик                                       |                                   | 1,26×10−4             | 100                             | На 0,002      |                    |
| Никал                                                 |                                   | 1,26×10−4 – 7,54×10−4 | 100 – 600                       | На 0,002      |                    |
| Мартензитни нерђајући челик (очврснуо)                |                                   | 5,0×10−5 – 1,2×10−4   | 40 – 95                         |               |                    |
| Аустенитски нерђајући челик                           |                                   | 1,260×10−6 – 8,8×10−6 | 1,003 – 1,05                    |               |                    |
| Неодијумски магнет                                    |                                   | 1,32×10−6             | 1,05                            |               |                    |
| Платина                                               |                                   | 1,256970×10−6         | 1,000265                        |               |                    |
| Алуминијум                                            | 2,22×10−5                         | 1,256665×10−6         | 1,000022                        |               |                    |
| Дрво                                                  |                                   | 1,25663760×10−6       | 1,00000043                      |               |                    |
| Ваздух                                                |                                   | 1,25663753×10−6       | 1,00000037                      |               |                    |
| Бетон (сув)                                           |                                   |                       | 1                               |               |                    |
| Вакуум                                                | 0                                 | 4π × 10−7 (μ0)        | 1, тапно                        |               |                    |
| Водоник                                               | −2,2×10−9                         | 1,2566371×10−6        | 1,0000000                       |               |                    |
| Тефлон                                                |                                   | 1,2567×10−6           | 1,0000                          |               |                    |
| Сафир                                                 | −2,1×10−7                         | 1,2566368×10−6        | 0,99999976                      |               |                    |
| Бакар                                                 | −6,4×10−6 or −9,2×10−6            | 1,256629×10−6         | 0,999994                        |               |                    |
| Вода                                                  | −8,0×10−6                         | 1,256627×10−6         | 0,999992                        |               |                    |
| Бизмут                                                | −1,66×10−4                        | 1,25643×10−6          | 0,999834                        |               |                    |
| Пиролитички угљеник                                   |                                   | 1,256×10−6            | 0,9996                          |               |                    |
| Суперпроводници                                       | −1                                | 0                     | 0                               |               |                    |

Добар материјал магнетног језгра мора имати високу пермеабилност.
За пасивну магнетну левитацију потребна је релативна пермеабилност испод 1 (што одговара негативној сусцептибилности).